# Luo Yixiu
Luo Yixiu (kinesisk: 罗一秀, pinyin: Luó Yīxiù; født 1889, død 1910) var Mao Zedongs første kone, fra 1907 til hun døde i 1910. Hun var fra byen Shaoshan i Hunan-provinsen i Kina.
Deres ægteskab var arrangeret, men Mao (der var 14 år) var for ambitiøs til at slå sig ned med et normalt liv som bonde og familiefar. Han insisterede på at forlade området for at videreføre sine studier. Ægteskabet blev brudt, og i mere end 10 år blev brudens identitet holdt hemmelig for at spare hendes familie for skammen. Mao godkendte aldrig dette ægteskab formelt. Yixiu døde dagen efter det kinesiske nytår af dysenteri.